# روکیتنیتسه ناد روکیتنوو
روکیتنیتسه ناد روکیتنوو (به لاتین: Rokytnice nad Rokytnou) یک منطقهٔ مسکونی در جمهوری چک است که در منطقه تربیچ واقع شده‌است. روکیتنیتسه ناد روکیتنوو ۸٫۰۷ کیلومتر مربع مساحت و ۸۵۶ نفر جمعیت دارد و ۵۳۵ متر بالاتر از سطح دریا واقع شده‌است.